# Młynek
Młynek [pronunciación en polaco: /ˈmwɨnɛk/] es un pueblo ubicado en el distrito administrativo de Gmina Żarnów, dentro del Distrito de Opoczno, Voivodato de Łódź, en Polonia central. Se encuentra aproximadamente a 9 kilómetros al suroeste de Żarnów, a 25 kilómetros al suroeste de Opoczno, y a 78 kilómetros al sureste de la capital regional Łódź.